# Haus Rosendal

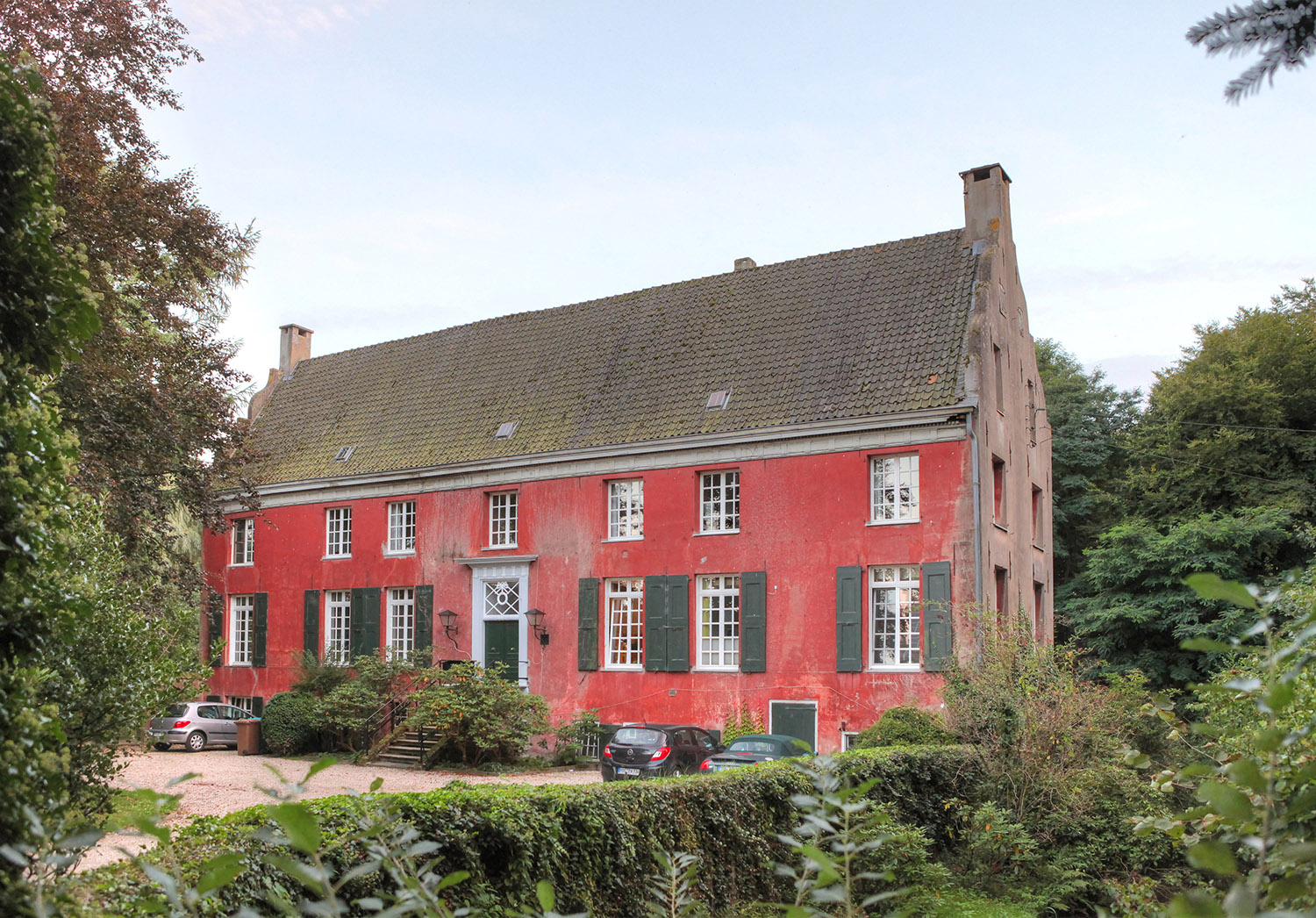
Haus Rosendal (Vorderansicht)

Das Haus Rosendal ist ein denkmalgeschütztes Gebäude in Hasselt, einem Dorf in Bedburg-Hau im Kreis Kleve (Nordrhein-Westfalen).

## Geschichte und Architektur
Das Herrenhaus und die Landwirtschaft befinden sich auf einer durch den Rosendaler Graben gebildeten Insel. Das zweigeschossige, verputzte Haus steht auf einem T-förmigen Grundriss über einem hohen Sockelgeschoss und besitzt Satteldächer. Die Traufen befinden sich über Triglyphenfriesen. Die Schweifgiebel stammen aus dem 16. Jahrhundert, der Eckturm ist rund.